# Трир, Иоганн
Иоганн Трир (нем. Johann Trier; 1716, Темар — 6 января 1790, Циттау) — немецкий органист и композитор.

## Биография
С 1741 г. изучал теологию в Лейпциге, там же, как принято считать, учился музыке у Иоганна Себастьяна Баха. С 1747 г. дирижировал так называемым Телемановским музыкальным обществом (студенческим оркестром, основанным Г. Ф. Телеманом), выступая также как клавесинист и скрипач в Большом оркестре Иоганна Адама Хиллера (будущем Гевандхаус-оркестре). В 1750 г., после смерти Баха, был одним из претендентов на место кантора в церкви Святого Фомы. В 1753 г. получил должность органиста в Циттау, причём руководство города предпочло его двум сыновьям Баха — Вильгельму Фридеману и Карлу Филиппу Эммануэлю. В Циттау у Трира учился Иоганн Готфрид Шихт. Наиболее известным его сочинением считается прелюдия для трёх органов (нем. In der heiligen Christnacht).
Умер 6 января 1790г.